# 群馬県道206号富岡停車場線

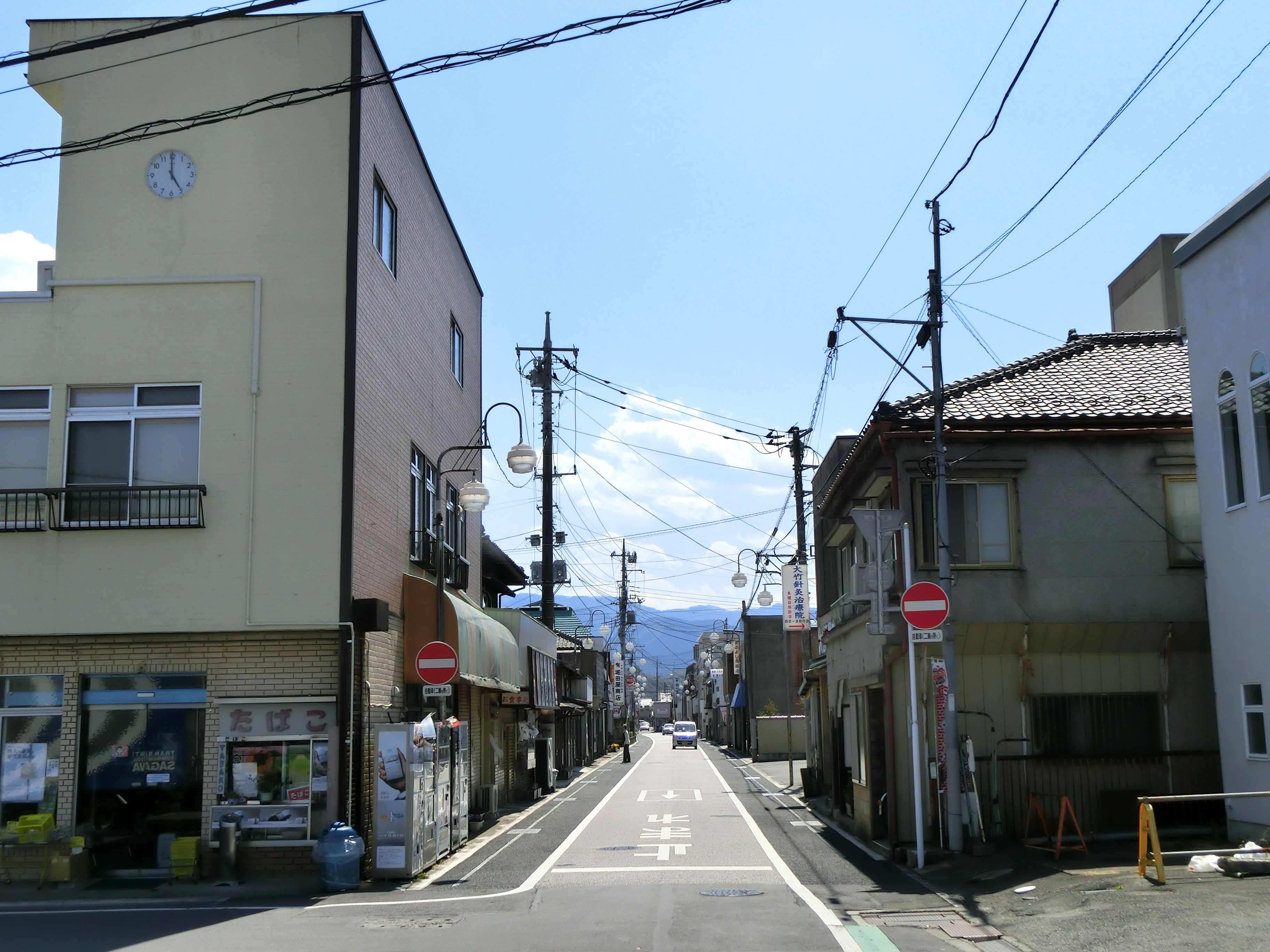
起点付近から見た全景

群馬県道206号富岡停車場線（ぐんまけんどう206ごう とみおかていしゃじょうせん）は、群馬県富岡市の上信電鉄上信線上州富岡駅と国道254号を連絡する県道である。

## 概要
本路線は名前の通り、上信電鉄上信線上州富岡駅と国道254号を連絡する道路である。全線1車線で、車両は終点（国道254号交差点）から起点（上州富岡駅）に向けた一方通行となっている。
- 起点：群馬県富岡市富岡字北原1597番の1地先[1]（上信電鉄上信線 上州富岡駅前）
- 終点：群馬県富岡市富岡1133番[2]（国道254号交点）

## 歴史
- 1959年（昭和34年）9月18日：群馬県より現・道路法に基づき、県道富岡停車場線（富岡停車場 - 県道富岡野沢線[注釈 1]交点〈富岡市富岡〉、整理番号114）が路線認定される[3]。
  - 同日、前身路線にあたる旧・県道富岡停車場線（富岡市 - 富岡停車場線、整理番号202）が路線廃止される[4]。

## 地理

### 通過する自治体
- 群馬県
  - 富岡市

### 交差する主な道路
- 国道254号 - 終点